# Anglès (Girona)
Anglès ist eine katalanische Stadt in der Provinz Girona im Nordosten Spaniens. Sie liegt in der Comarca La Selva.

## Gemeindepartnerschaft
Anglès unterhält eine Partnerschaft mit der französischen Gemeinde Vaux-sur-Mer.